# Microrhopala pulchella
Microrhopala pulchella es una especie de insecto coleóptero de la familia Chrysomelidae.
Fue descrita científicamente en 1864 por Baly.